# Mieczysław Rey
Mieczysław Werszowiec-Rey z Przecławia herbu Oksza (ur. 22 lutego 1836 w Słupiu, zm. 12 stycznia 1918 w Mikulińcach) – ziemianin, poseł Sejmu Krajowego Galicji, hrabia.

## Życiorys
Urodził się w Słupi (powiat pilzneński, dziś część wsi Chotowa). 
W 1862 wraz z Władysławem Koziebrodzkim i dwoma Francuzami próbował wspiąć się na Mont Blanc, jednak z powodu złej pogody musieli zawrócić przed dotarciem do Grand Plateau. W 1863 r. był członkiem Rządu Tymczasowego, później w latach 1874–1899 posłem galicyjskiego Sejmu Krajowego. Pod koniec XIX wieku zarządzał zamkiem w Przecławiu, który przeżył wówczas okres rozkwitu.
Rey należał do założycieli Towarzystwa Tatrzańskiego, w latach 1874–1885 był jego pierwszym prezesem, a do 1891 r. należał do wydziału TT. W 1887 r. przyznano mu godność członka honorowego Towarzystwa Tatrzańskiego.
Odznaczony papieskim Krzyżem Komandorskim Orderu św. Grzegorza Wielkiego.
Był potomkiem Mikołaja Reja, synem  hr. Dominika Jana Werszowca-Reya z Nagłowic herbu Oksza oraz hr. Karoliny Ankwicz z Posławic herbu Awdaniec. Jego żoną była bar. Józefa Konopka z Biskupic herbu Nowina, miał dwoje dzieci: Kazimierza i Marię Helenę.